# 戸沢村立戸沢学園
戸沢村立戸沢学園（とざわそんりつ とざわがくえん）は、山形県最上郡戸沢村にある公立の義務教育学校。

## 歴史
少子化の進展から、戸沢村では2013年春までに村の方針に基づき、小中学校をそれぞれ戸沢小学校・戸沢中学校の各1校に統合した。2017年（平成29年）4月8日にはすでに新校舎にて授業を開始していた戸沢中学校に隣接して建設を進めてきた小中一貫校の戸沢小学校が開校した。
2021年（令和3年）、両校は統合され戸沢学園となり、旧・戸沢中学校長が校長となった。1年後の2018年には隣接して戸沢保育所が開所し、これによって村が推進する保小中一貫教育の体制が始動した。

## 沿革
- 2017年（平成29年）4月1日 - 戸沢小学校と戸沢中学校が施設一体型小中一貫校となる[1]。
- 2021年（令和3年）4月1日 - 戸沢学園が開校[4]。

## 学区
- 戸沢村全域

## 周辺
- 最上川
- 若者総合施設
- 特別養護老人ホームまごころ荘

## アクセス
- 戸沢村営バス「まごころ荘前」停留所下車後、徒歩約4分。